# Бальдини, Сильвио
Сильвио Бальдини (итал. Silvio Baldini; род. 11 сентября 1958, Масса, Тоскана) — итальянский футбольный тренер.

## Биография
В футбол профессионально не играл. Свою тренерскую карьеру начал в любительских командах. Постепенно ему удалось пройти все тренерские ступеньки. В 2002 году Бальдини вывел «Эмполи» в Серию А. В сезоне 2003/04 Бальдини работал с «Палермо». По итогам турнира команда победила в Серии B, но специалист был уволен из неё ещё в январе. Позднее наставник получил приглашение в «Парму», но после провала в первой части чемпионата он был уволен.
В сезоне 2007/08 Бальдини возглавлял клуб Серии А «Катания». В августе в первом матче у руля команды он ударил ногой главного тренера «Пармы» Доменико Ди Карло. До этого эпизода он получал в игре предупреждения от судей за излишнюю эмоциональность. После случившегося Бальдини созвал пресс-конференцию, на которой извинился перед коллегой за своё поведение. Несмотря на это, федерация футбола оштрафовала тренера на 15 тысяч евро и дисквалифицировала на один месяц. 31 марта 2008 года он был уволен из «Катании».
В начале 2010 года рассматривался на пост наставника «Ливорно». В 2017 году Бальдини после шестилетнего перерыва возобновил свою тренерскую карьеру в «Каррарезе».
24 декабря 2021 года назначен главным тренером клуба Серии C «Палермо». Контракт подписан до 30 июня 2022 года с автоматическим продлением в случае выхода команды в Серию B.